# 田向 (八戸市)
田向（たむかい）は、青森県八戸市の町名。現行行政地名は田向一丁目から田向五丁目と10の小字。

## 地理
八戸市役所から南東3キロメートルに位置する、新井田川下流の左岸にある住宅地域である。北に南類家、新井田川を越えた東に新井田西、新井田、南に石手洗、新井田川を越えて十日市、西に中居林が接する地区である。八戸市立市民病院、向陵高等学校が立地している。鉄道の駅は無い。幹線道路は青森県道29号八戸環状線、青森県道251号が通る。

## 世帯数と人口
2018年（平成30年）9月30日現在の世帯数と人口は以下の通りである。
| 大字・丁目       | 世帯数    | 人口    |
| ---------------- | --------- | ------- |
| 大字田向字十二役 | 30世帯    | 66人    |
| 大字田向字館越下 | 33世帯    | 62人    |
| 大字田向字檀ノ平 | 121世帯   | 243人   |
| 大字田向字向平   | 120世帯   | 273人   |
| 田向一丁目       | 162世帯   | 398人   |
| 田向二丁目       | 288世帯   | 713人   |
| 田向三丁目       | 27世帯    | 56人    |
| 田向四丁目       | 199世帯   | 476人   |
| 田向五丁目       | 497世帯   | 1,103人 |
| 計               | 1,477世帯 | 3,390人 |

## 歴史
地内では、1999年からの田向土地区画整理事業によって田向遺跡と田向冷水遺跡が発見された。このうち、田向冷水遺跡は旧石器時代、縄文時代、弥生時代、古代、近世の遺跡が見つかったほか、青森県で初めて古墳時代の集落が確認された。
- 1889年（明治22年）4月1日 - 町村制施行により、三戸郡田向村、類家村、糠塚村、中居林村、石手洗村が合併し、三戸郡長者村が発足。長者村大字田向となる。
- 1901年（明治34年）7月1日 - 三戸郡八戸町と長者村が合併、八戸町を新設。八戸町大字田向となる。
- 1929年（昭和4年）5月1日 - 三戸郡八戸町、小中野町、湊町、鮫村が合併・市制、八戸市が発足。八戸市大字田向となる。
- 2018年（平成30年）2月10日 - 住居表示実施に伴い、田向の一部を分離し、田向一丁目から田向五丁目を設置[6]。

### 町名の変遷
| 実施後     | 実施年月日                | 実施前（各町名ともその一部） |
| ---------- | ------------------------- | --- |
| 田向一丁目 | 2018年（平成30年）2月10日 | 大字田向字荒屋敷の全部 大字田向字館越下の一部 大字田向字田向の一部 大字田向字間ノ田の一部                                                                        |
| 田向二丁目 | 2018年（平成30年）2月10日 | 大字田向字田向の一部 大字田向字野堰の一部 大字田向字橋下の一部 大字田向字毘沙門の一部 大字田向字毘沙門平の一部 大字田向字毘沙門前の一部 大字田向字間ノ田の一部   |
| 田向三丁目 | 2018年（平成30年）2月10日 | 大字田向字橋下の一部 大字田向字冷水の一部 大字田向字毘沙門の一部 大字田向字毘沙門平の一部 大字田向字毘沙門前の一部 大字田向字松ケ崎の一部 大字田向字向河原の一部 |
| 田向四丁目 | 2018年（平成30年）2月10日 | 大字田向デントウ平の一部 大字田向冷水の一部 大字田向毘沙門の一部 大字田向毘沙門平の一部                                                                          |
| 田向五丁目 | 2018年（平成30年）2月10日 | 大字田向字十二役の一部 大字田向字土岡河原の一部 大字田向字冷水の一部 大字田向字松ケ崎の一部 大字田向字向河原の一部                                               |

## 小・中学校の学区
市立小・中学校に通う場合、学区は以下の通りとなる。
| 大字・丁目       | 番・番地等 | 小学校             | 中学校             |
| ---------------- | ---------- | ------------------ | ------------------ |
| 大字田向字十二役 | 全域       | 八戸市立吹上小学校 | 八戸市立第一中学校 |
| 大字田向字館越下 | 全域       | 八戸市立吹上小学校 | 八戸市立第一中学校 |
| 大字田向字檀ノ平 | 全域       | 八戸市立吹上小学校 | 八戸市立第一中学校 |
| 大字田向字向平   | 全域       | 八戸市立吹上小学校 | 八戸市立第一中学校 |
| 田向一丁目       | 全域       | 八戸市立吹上小学校 | 八戸市立第一中学校 |
| 田向二丁目       | 全域       | 八戸市立吹上小学校 | 八戸市立第一中学校 |
| 田向三丁目       | 全域       | 八戸市立吹上小学校 | 八戸市立第一中学校 |
| 田向四丁目       | 全域       | 八戸市立吹上小学校 | 八戸市立第一中学校 |
| 田向五丁目       | 全域       | 八戸市立吹上小学校 | 八戸市立第一中学校 |

## 施設
- 向陵高等学校
- 千葉幼稚園
- 八戸市立市民病院
- 八戸消防署
- はちのへハートセンタークリニック
- ささクリニック
- ファインド動物病院
- しまむら田向店
- 薬王堂田向店
- ダイソー八戸田向店
- イオン八戸田向ショッピングセンター
- スターバックスコーヒー八戸田向店
- トリミングショップ・ドッグローズ
- みちのく銀行
- ファミリーマート田向店

## その他

### 日本郵便
- 郵便番号 : 031-0011[2]（集配局：八戸郵便局[8]）。